# التحقق من الجنس في الرياضة
التحقق من الجنس في الرياضة (المعروف أيضا باسم التحقق من الجنس الخاطئ أو بشكل فضفاض باسم تحديد الجنس أو اختبار الجنس) يحدث لأن أهلية الرياضيين للمنافسة مقيدة كلما كانت الأحداث الرياضية مقتصرة على جنس واحد وهو ما يحدث عموما وكذلك عندما تقتصر الأحداث على فرق مختلطة الجنس ذات تكوين محدد (على سبيل المثال معظم أحداث الأزواج). لقد تنوعت الممارسة بشكل كبير بمرور الوقت عبر الحدود وعلى مستوى المنافسة. نشأت قضايا عدة مرات في الألعاب الأولمبية وغيرها من المسابقات الرياضية البارزة على سبيل المثال مزاعم مفادها أن بعض الرياضيين الذكور حاولوا المنافسة كنساء أو أن بعض الرياضيات الإناث لديهن حالات خنثوية يُنظر إليها على أنها تمنح ميزة غير عادلة. يرتبط موضوع التحقق من الجنس بالسؤال الأكثر حداثة حول كيفية التعامل مع الأشخاص المتحولين جنسيا في الرياضة. لا يتم إجراء التحقق من الجنس عادة على الرياضيين المتنافسين في فئة الذكور لأنه لا توجد عموما ميزة تنافسية متصورة للرياضية الأنثى أو الخنثى للتنافس في فئات الذكور.
بدأ التحقق من الجنس في الرياضة في الأربعينيات من القرن العشرين بـ "شهادات الأنوثة" التي يقدمها الطبيب. تطورت لاحقا إلى عمليات التفتيش البصرية والفحوصات الجسدية واختبار الكروموسومات واختبار مستوى هرمون التستوستيرون لاحقا. تم تصميم كل هذه الاختبارات لضمان السماح للرياضيين بالمنافسة فقط كجنسهم ولكنها أدت في الغالب إلى استبعاد الرياضيين الخنثويين من الرياضات النسائية. تم تغذية اختبار التحقق من الجنس الإلزامي بالقلق المحيط بـ "عدم أنوثة" بعض الرياضيات حيث شارك المزيد منهن في الأحداث الذكورية (مثل ألعاب القوى).
يمكن أن يكون التحقق من الجنس أكثر تعقيدا بشكل كبير من التحقق مما إذا كان زوج الكروموسومات الجنسية لدى الشخص هو XX مقابل XY أو مقارنة مستويات الهرمونات الجنسية الرئيسية لديهم بنطاقات مرجعية مميزة لتحديد جنس الرياضي. ويرجع هذا إلى الاختلافات في البيولوجيا البشرية حيث لا يكون بعض الأشخاص إناثا أو ذكورا بشكل لا لبس فيه ولا تحتوي جميع الخلايا في جسم الشخص على نفس النمط الجيني أو وجود تشوهات وراثية أخرى. وقد دفعت هذه الأسباب من بين أسباب أخرى الهيئات الرياضية إلى التخلي عن اختبار الكروموسومات في أواخر القرن العشرين واستخدام اختبار الهرمونات بدلا من ذلك. ولكن الجانب السلبي لاختبار الهرمونات هو أنه كان من الضروري وضع سياسات لمكافحة فرط الأندروجين (النساء اللاتي لديهن مستويات أعلى من هرمون التستوستيرون بشكل طبيعي) وهو ما أثار نقاشا عاما ومعارك قانونية.

## التاريخ
من عام 1946 إلى عام 1966 أجرت الاتحادات الرياضية الوطنية اختبارات التحقق من الجنس. وكان أول اختبار إلزامي للجنس أصدرته الاتحاد الدولي لألعاب القوى الهيئة الحاكمة لألعاب المضمار والميدان في العالم للرياضيات في يوليو 1950 في الشهر الذي سبق بطولة أوروبا في بلجيكا. تم اختبار جميع الرياضيات في بلدانهن. أسس الاتحاد الدولي لألعاب القوى اختبار الجنس في الألعاب الفعلية بدءا من بطولة أوروبا لألعاب القوى عام 1966 ردا على الشكوك في أن العديد من أفضل الرياضيات من الاتحاد السوفيتي وأوروبا الشرقية كن في الواقع رجالا. في الألعاب الأولمبية تم تقديم الاختبار في عام 1968. في بعض الحالات أدت هذه السياسات إلى خضوع الرياضيين لجراحة غير ضرورية مثل تشويه الأعضاء التناسلية الأنثوية والتعقيم. أظهرت التقارير اللاحقة أن الاختبارات يمكن أن تسبب ضررا نفسيا. التحقق من الجنس - تحديد الرياضيين الذين تكون مستويات هرموناتهم غير طبيعية مقارنة بآخرين من جنسهم المزعوم - يمكن أن يسبب أزمات هوية جنسية ويثير ردود فعل مهينة (علنا وسرا) ويعزل الرياضيين اجتماعيا ويؤدي إلى الاكتئاب وأحيانا الانتحار.

### الفحوصات الجسدية
طلب رئيس اللجنة الأولمبية الأمريكية أفيري برونداج أثناء أو بعد فترة وجيزة من دورة الألعاب الأولمبية الصيفية لعام 1936 في برلين إنشاء نظام لفحص الرياضيات الإناث. وفقا لمقال في مجلة تايم حول الأشخاص الخنثويين شعر برونداج بالحاجة إلى توضيح "غموض الجنس" بعد مراقبة أداء العداءة والقافزة التشيكوسلوفاكية زدينكا كوبكوفا ولاعبة دفع الجلة ورمي الرمح الإنجليزية ماري إديث لويز ويستون. خضع كل من الفردين لاحقا لجراحة إعادة تحديد الجنس وغيروا اسميهما قانونيا إلى زدينيك كوبيك ومارك ويستون على التوالي.

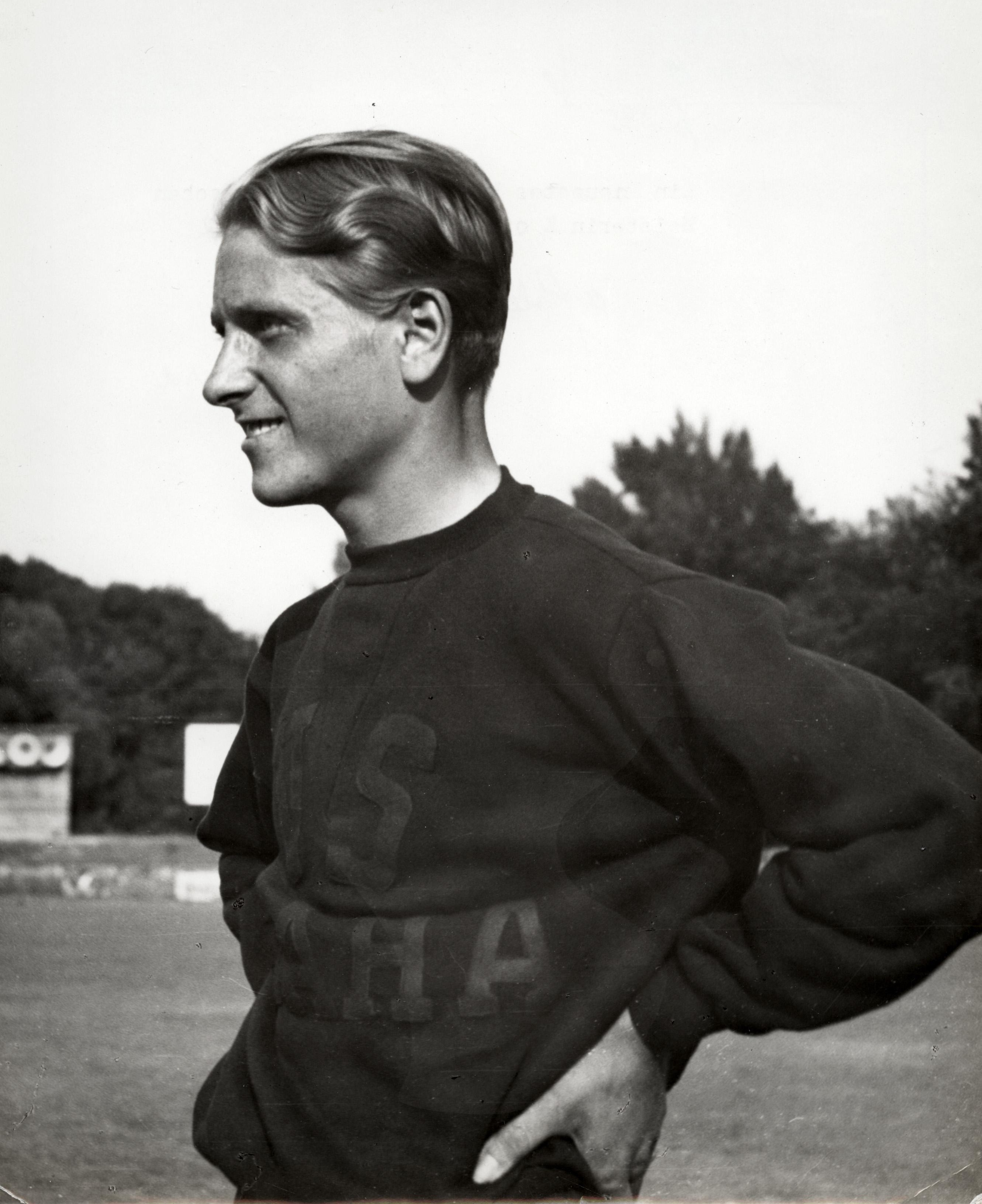
زدينيك كوبيك.

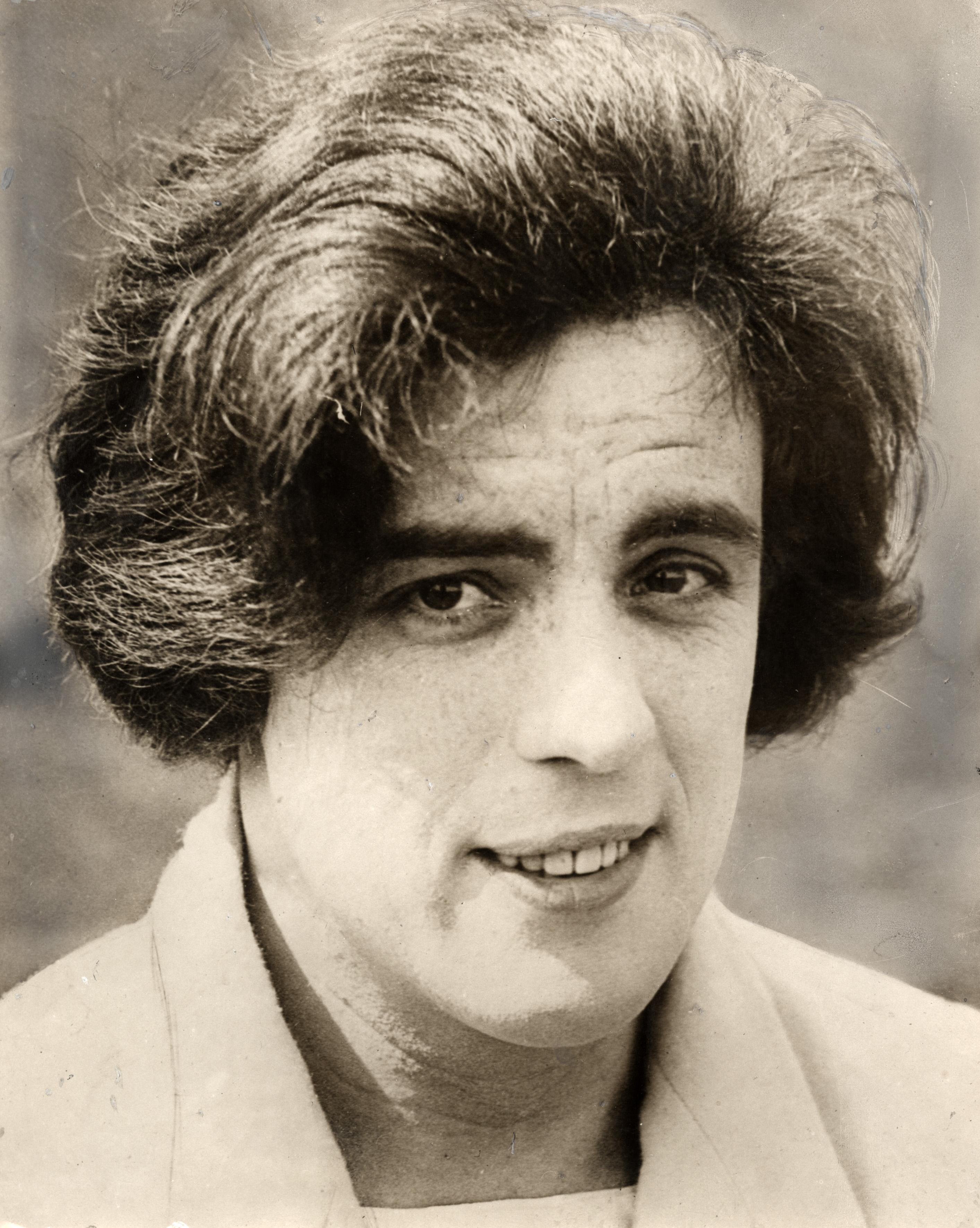
مارك ويستون.

بدأت اختبارات التحقق من الجنس في عام 1950 مع الاتحاد الدولي لألعاب القوى باستخدام الفحوصات الجسدية. "إن الفصل بين الجنسين والتحقق مترابطان بشكل متبادل لأنه إذا لم تكن هناك ادعاءات أو أساس لإقامة أحداث رياضية منفصلة للذكور والإناث فلن تكون هناك حاجة لاختبار التحقق من الجنس". في البداية "طُلب من الرياضيات أن يستعرضن عاريات أمام لجنة من الأطباء". لفترة من الوقت كانت هذه الاختبارات إلزامية للرياضيات بسبب المخاوف من أن الرياضيين الذكور قد يتظاهرون بأنهم رياضيون إناث وأن يكون لديهم ميزة غير عادلة على منافسيهم. بالإضافة إلى ذلك زادت المخاوف في منتصف القرن العشرين بشأن عدم كون الرياضيات "نساء حقيقيات" حيث أصبح من المقبول أكثر أن تتنافس النساء في الأحداث الرياضية.
في دورة ألعاب الإمبراطورية البريطانية والكومنولث عام 1966 اشترط الاتحاد الدولي لألعاب القوى أن تخضع جميع الرياضيات لفحص أمراض النساء للتأكد من امتلاكهن لأعضاء تناسلية أنثوية. بعد أسبوعين في بطولة أوروبا لألعاب القوى عام 1966 أجرين فحوصات بصرية. اعتُبرت هذه العملية بمثابة "استعراض العُراة" وأفاد العديد من الرياضيين أنهم شعروا بالإهانة من هذه الإجراءات. ولم تتبن اللجنة الأولمبية الدولية هذه الأساليب مطلقا.

### اختبار الكروموسومات

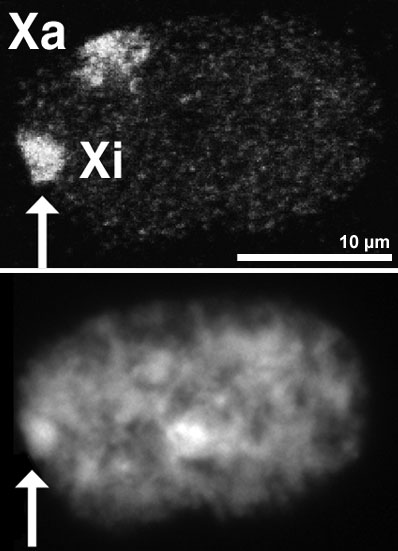
يشار إلى جسم بار بالسهم. وهو موجود فقط في الخلايا التي تحتوي على كروموسومات XX. وكان هذا هو الدليل الذي تم البحث عنه في اختبارات جسم بار للعينات المأخوذة من الخدين الداخليين للرياضيات.

من عام 1958 إلى عام 1992 خضعت جميع الرياضيات لاختبارات إلزامية للتحقق من الجنس قبل المشاركة في أي حدث للاتحاد الدولي لألعاب القوى أو اللجنة الأولمبية الدولية. تم إجراء اختبارات جسم بار عن طريق أخذ عينات من داخل الخد للعثور على دليل على وجود كروموسومات XX مما يشير إلى أن الرياضية أنثى. أجرى الاتحاد الدولي لألعاب القوى هذا الاختبار لأول مرة في عام 1967 في حدث كأس أوروبا لألعاب القوى في كييف بالاتحاد السوفيتي. أولئك الذين اجتازوا الاختبارات وتم التحقق من كونهم إناثا تم تزويدهم بشهادات أنوثة يمكنهم استخدامها في جميع المسابقات الدولية المستقبلية. كانت اختبارات التحقق من الجنس الإجبارية شائعة ولم تشكك العديد من الرياضيات في هذه الممارسة حتى أواخر الثمانينيات.
انتقد علماء مثل دي لا شابيل وفيرجسون سميث وفيريس وليونجكفيست وسيمبسون اختبار الكروموسومات. وقد زعموا من بين آخرين أن اختبار جسم بار لم يأخذ في الاعتبار السمات الجنسية التناسلية والشكلية والنفسية. وفي النهاية كان الخلاف المركزي هو ما إذا كان الكروموسوم Y يعطي ميزة تنافسية لأنه لا يصاحبه دائما سمات "رجولية" توفر قوة أو قدرة أو مرونة أكبر.
في عام 1985 فشلت العداءة ماريا خوسيه مارتينيز باتينو في التحقق من جنسها في دورة الألعاب الجامعية العالمية في كوبي باليابان بعد اجتياز الاختبار في بطولة العالم لألعاب القوى عام 1983. طُلب من مارتينيز باتينيو الاعتزال بشكل سري بسبب نتائجها وهو أمر شائع بين الرياضيين الذين فشلوا في اختبارات التحقق من الجنس. ومع ذلك رفضت الاعتزال مما أدى إلى تدقيق عام هائل.
عمل عالم الوراثة الفنلندي ألبرت دي لا شابيل جنبا إلى جنب مع مارتينيز باتينيو لاستئناف القرار أمام الاتحاد الدولي لألعاب القوى. احتج دي لا شابيل على اختبارات تحديد الجنس في الرياضة لسنوات بحجة أن اختبار بار للجسم يحدد بشكل غير صحيح النساء الخنثويات. وعلاوة على ذلك أشار إلى أن اكتشاف الكروماتين الجنسي غير الطبيعي واستبعاد هؤلاء الرياضيات من الأحداث الرياضية النسائية ينتهك حقوقهن ويسبب ضررا نفسيا. بدعم من دي لا شابيل أعاد الاتحاد الدولي لألعاب القوى تعيين مارتينيز باتينيو في عام 1988. أدت قضية مارتينيز باتينيو والدعوة اللاحقة إلى إلغاء اختبارات التحقق من الجنس الكروموسومي.
تم إلغاء هذه الطريقة من الاختبار لاحقا حيث ثبت أنها غير حاسمة في تحديد الذكورة. أوقفت الرابطة الدولية لاتحادات ألعاب القوى فحص الجنس لجميع الرياضيين في عام 1992 لكنها احتفظت بخيار تقييم جنس المشارك في حالة ظهور شكوك. كذلك في عام 1992 واصلت اللجنة الأولمبية الدولية التحقق الإلزامي من الجنس لكنها تحولت من اختبار جسم بار إلى اختبار تفاعل البوليميراز المتسلسل للبحث عن "مادة وراثية مرتبطة بالذكور" من خلال عينات الحمض النووي التي تم جمعها من مسحة الخد. كان هذا الاختبار لا يزال عرضة للنقد وعارضت العديد من الجمعيات الطبية التحقق من الجنس بحلول أواخر التسعينيات. تم تمرير قرار في المؤتمر العالمي للجنة الأولمبية الدولية لعام 1996 حول المرأة والصحة "بوقف عملية التحقق من الجنس الحالية أثناء الألعاب الأولمبية". صوت مجلس اللجنة الأولمبية الدولية على وقف هذه الممارسة في يونيو 1999. تم إجراء اختبار الكروموسومات آخر مرة في دورة الألعاب الأولمبية في أتلانتا عام 1996.

### اختبار الهرمونات
في عام 2006 نشر الاتحاد الدولي لألعاب القوى سياسة جديدة للتحقق من الجنس. وقد سمح هذا للمنظمة بإخضاع الرياضيين لفحوصات طبية من قبل أطباء أمراض النساء والغدد الصماء وعلماء النفس وأخصائيي الطب الباطني والخبراء في قضايا الجنس/التحول الجنسي. وقد نشأت شكوك حول جنس الرياضي. وأوضح الاتحاد الدولي لألعاب القوى أن تحديد الجنس لن يتم على أساس النتائج المختبرية فقط. تم تزويد الرياضيين بخيار الخضوع للإجراءات الطبية والجراحية للتنافس إذا فشلوا في اختبار التحقق من الجنس. وعلاوة على ذلك فقد أدرجت سياسة عام 2006 شروطا لن توفر مزايا على الإناث الأخريات وبالتالي السماح للرياضي بالمنافسة. وشملت هذه: متلازمة عدم حساسية الأندروجين وخلل تنسج الغدد التناسلية ومتلازمة تيرنر وفرط تنسج الغدة الكظرية الخلقي والأورام المنتجة للأندروجين ومتلازمة تكيس المبايض.
في أغسطس 2009 خضعت الرياضية الجنوب أفريقية كاستر سيمينيا لاختبار التحقق من الجنس الإلزامي بناء على طلب الاتحاد الدولي لألعاب القوى. في أعقاب قضية سيمينيا تم تقديم اختبار هرمون التستوستيرون لتحديد الحالات التي ارتفعت فيها مستويات هرمون التستوستيرون فوق مستوى معين وهو ما يسمى فرط الأندروجين مع تكليف اللجان الأولمبية الوطنية من قبل اللجنة الأولمبية الدولية "بالتحقيق بنشاط في أي انحراف متصور في خصائص الجنس".
في عام 2011 أصدر الاتحاد الدولي لألعاب القوى بروتوكولات جديدة تتعلق باختبار هرمون التستوستيرون والهرمونات. رفضت البروتوكولات مصطلحي "اختبار الجنس" و"التحقق من الجنس" وركزت على أهمية مستويات هرمون التستوستيرون حيث لن تكون بعض الرياضيات مؤهلات للمنافسة في فئة الإناث بسبب الخصائص الهرمونية. ادعت البروتوكولات أن مستويات الهرمونات تشير إلى الاختلافات في الأداء الرياضي بين الرجال والنساء. كانت التحقيقات بموجب البروتوكول مدفوعة بالشك وتم إجراؤها من خلال اختبارات الدم الغدد الصماء. حددت هذه الاختبارات ما إذا كانت مستويات الأندروجين أقل من النطاق الذكوري البالغ 10 نانومول / لتر. إذا كانت الرياضية أعلى من هذا المستوى فسيتم إجراء المزيد من الاختبارات لتحديد ما إذا كانت تعاني من مقاومة الأندروجين مما يعني أنها لن تتمتع بميزة تنافسية. إذا وجد أن الرياضية تتمتع بميزة تنافسية بموجب هذا البروتوكول فهي غير مؤهلة للمنافسة حتى تخضع للعلاج الموصى به من قبل الاتحاد الدولي لألعاب القوى.
في كرة القدم ترجع سياسة التحقق من الجنس الحالية للاتحاد الدولي لكرة القدم إلى 30 مايو 2011. في يونيو 2012 قبل دورة الألعاب الأولمبية الصيفية 2012 أصدرت اللجنة الأولمبية الدولية لوائحها بشأن فرط الأندروجين لدى الإناث لمعالجة هذه الحالات. تتضمن هذه اللائحة البيان التالي:
تم تعليق السياسات المتعلقة بفرط الأندروجين في أعقاب قضية دوتي تشاند ضد الاتحاد الهندي لألعاب القوى والرابطة الدولية لاتحادات ألعاب القوى في محكمة التحكيم الرياضية والتي تم البت فيها في يوليو 2015. تم استبعاد تشاند من دورة ألعاب الكومنولث 2014 في اللحظة الأخيرة بعد أن صرح الاتحاد الهندي لألعاب القوى بأن فرط الأندروجين يجعلها غير مؤهلة للمنافسة كرياضية أنثى. وقد توصل الحكم إلى عدم وجود أدلة كافية على أن هرمون التستوستيرون يزيد من الأداء الرياضي للإناث. وبذلك أوقفت المحكمة على الفور ممارسة تنظيم فرط الأندروجين التي يستخدمها الاتحاد الدولي لألعاب القوى وأعلنت بطلانها ما لم تتمكن المنظمة من تقديم أدلة أفضل بحلول يوليو 2017.
حللت دراسة نُشرت في عام 2017 بواسطة ستيفان بيرمون وبيير إيف جارنييه 2127 أداء وتركيزات هرمونية لدى رياضيي المضمار والميدان النخبة من الذكور والإناث خلال بطولة العالم لألعاب المضمار والميدان لعامي 2011 و2013. وبالمقارنة مع النساء ذوات المستويات المنخفضة من هرمون التستوستيرون الحر للهرمون (fT) فقد حققت النساء ذوات المستويات الأعلى من هرمون التستوستيرون الحر للهرمون أداء أفضل بشكل ملحوظ في سباقات 400 متر و400 متر حواجز و800 متر ورمي المطرقة والقفز بالزانة بهامش 2.73٪ و2.78٪ و1.78٪ و4.53٪ و2.94٪ على التوالي. لم يتم العثور على مثل هذا النمط في أي من الأحداث الرياضية للذكور. وخلصت الدراسة إلى أن الرياضيات ذوات مستويات هرمون التستوستيرون العالية يتمتعن بميزة تنافسية كبيرة على الرياضيات ذوات مستويات fT المنخفضة في سباقات 400 متر و400 متر حواجز و800 متر ورمي المطرقة والقفز بالزانة.

#### النقد
يتساءل العلماء عما إذا كان ينبغي اعتبار أي ميزة "غير عادلة" إذا حدثت بشكل طبيعي وخارج سيطرة الرياضي. على سبيل المثال يتمتع الرياضيون النخبة بقدرة هوائية وتحمل أكبر مقارنة بالسكان بشكل عام. وعلاوة على ذلك أثارت هذه الحالات انتقادات للنظام الرياضي النخبوي من خلال إظهار ضعف واضح للرياضيات للتدخلات الطبية غير الضرورية تحت الإكراه والتي يتم تطبيقها على الرغم من عدم وجود دليل على الغش وعدم وجود دليل على الميزة الرياضية. وعلاوة على ذلك فإن متطلب خفض مستويات هرمون التستوستيرون يمكن أن يكون له تأثيرات ضارة على صحة الرياضيين حيث قد تشمل الآثار الجانبية: العطش المفرط والتبول واختلال توازن الكهارل واضطراب التمثيل الغذائي للكربوهيدرات والصداع والتعب والغثيان والهبات الساخنة وسمية الكبد. يتساءل معلقون آخرون عن العلاقة السببية بين هرمون التستوستيرون والقدرة الرياضية حيث أن بعض النساء اللاتي لديهن مستويات عالية من هرمون التستوستيرون معرضات لخصائص بيولوجية مثل السمنة وقصر القامة والتي تؤثر سلبا على القدرة الرياضية. كما إن عوامل أخرى مثل الاختلافات في الميتوكوندريا وتضخم الأطراف والنظام الغذائي الكامل والمتوازن والوصول إلى تدريب عالي المستوى في سن مبكرة لها نفس أهمية هرمون التستوستيرون ولكن لا يتم أخذها في الاعتبار.
كما هو الحال مع الأشكال السابقة من اختبار الجنس اعتبر الكثيرون اختبار هرمون التستوستيرون مهينا وغير ضروري وغير أخلاقي وتمييزي. زعمت كاترينا كاركازيس وريبيكا جوردان يونج وجورجيان ديفيس وسيلفيا كامبوريسي أن سياسات الاتحاد الدولي لألعاب القوى الجديدة بشأن فرط الأندروجين لدى الرياضيات لن تحمي من انتهاكات الخصوصية وستتطلب من الرياضيات الخضوع لعلاج غير ضروري من أجل المنافسة وستكثف "مراقبة النوع الاجتماعي". في الواقع تظهر الرياضيات ذوات الأداء العالي معدل متلازمة عدم الحساسية للأندروجين كامل أعلى بكثير من عامة السكان - والذي يظهر 1 من 20000-50000 مقارنة برياضيي النخبة 1 من 429. يوصون بأن يتمكن الرياضيون من المنافسة وفقا لجنسهم القانوني.
في نوفمبر 2015 عقدت اللجنة الأولمبية الدولية اجتماعا لمعالجة كل من فرط الأندروجين وسياساتها المتعلقة بالتحول الجنسي. فيما يتعلق بفرط الأندروجين لدى الرياضيات شجعت اللجنة الأولمبية الدولية إعادة العمل بسياسات الاتحاد الدولي لألعاب القوى التي علقتها محكمة التحكيم الرياضية. كما كررت بيان سياسة سابق مفاده أنه "لتجنب التمييز إذا لم تكن مؤهلة للمنافسة النسائية فيجب أن تكون الرياضية مؤهلة للمنافسة في المنافسة الذكورية". في فبراير 2016 أعلن أن اللجنة الأولمبية الدولية لن تقدم سياساتها الخاصة التي من شأنها فرض مستوى أقصى من هرمون التستوستيرون لدورة الألعاب الأولمبية الصيفية 2016.
في أبريل 2016 انتقد المقرر الخاص للأمم المتحدة المعني بالصحة داينيوس بوراس سياسات التحقق من الجنس الحالية والتاريخية واصفا كيف "خضع عدد من الرياضيين لاستئصال الغدد التناسلية (إزالة الأعضاء التناسلية) واستئصال البظر الجزئي في غياب الأعراض أو المشكلات الصحية التي تستدعي هذه الإجراءات".
تم الإبلاغ على نطاق واسع عن حالات دوتي تشاند وكاستر سيمينيا خلال أولمبياد ريو 2016. قبل الألعاب مباشرة نشر جينيل وسيمبسون ودي لا شابيل مرة أخرى في مجلة الجمعية الطبية الأمريكية قائلين:

#### قواعد جديدة في عام 2018
في الأول من نوفمبر 2018 تبنى الاتحاد الدولي لألعاب القوى معايير جديدة فيما يتعلق بـ "اختلافات التطور الجنسي" للرياضيات المتنافسات في السباقات التالية: 400 متر و800 متر و1 ميل وحواجز والأحداث التي تشمل مزيجا من هذه المسافات.
يجب أن تكون الرياضيات اللاتي لديهن مستويات هرمون تستوستيرون تساوي أو تتجاوز 5 نانومول / لتر أو "حساسات للأندروجين" ويرغبن في المشاركة في الأحداث المذكورة أعلاه على المستوى العالمي (بما في ذلك الاعتراف بتسجيل رقم قياسي دولي) من الإناث أو خنثى قانونيا ويجب أن يحصلن على مستويات هرمون التستوستيرون أقل من 5 نانومول / لتر لمدة ستة أشهر متتالية ويجب التأكد من بقاء مستوياتهن أقل من هذا المستوى. حلت هذه اللائحة الجديدة محل جميع القواعد السابقة التي تم تنفيذها فيما يتعلق بالنساء المصابات بفرط الأندروجين.

#### المعارضة الطبية
طالبت الجمعية الطبية العالمية بسحب هذه اللوائح بحجة أنها تميز على أساس الاختلاف بين الرياضيات الإناث. كما أعربت الجمعية عن مخاوفها بشأن الأطباء الذين يعالجون الرياضيات بمستويات عالية من هرمون التستوستيرون الداخلي عندما لا تكون الحالة مرضية.

### اختبار الهرمونات في التعليم ما بعد الثانوي
في عام 2011 أصدرت الرابطة الوطنية لرياضة الجامعات بيانا بشأن الشمول للرياضيين المتحولين جنسيا الذين يتنافسون في ألعاب القوى الجامعية. ومن خلال هذا البيان تمكنت الرابطة الوطنية لرياضة الجامعات من وضع خطة تنفيذية للرياضيين المتحولين جنسيا للمشاركة في الألعاب الرياضية الجامعية وبعض السياسات التي من شأنها ضمان فرصة متساوية لكل رياضي. فيما يلي الإرشادات المحددة للرياضيين المتحولين جنسيا والمُدرجين في الرابطة الوطنية لرياضة الجامعات في عام 2011:
في عام 2021 قامت الرابطة الوطنية لرياضة الجامعات بتعديل السياسة السابقة التي كانت تتطلب سنة تقويمية واحدة من العلاج المثبط للتستوستيرون للرياضيات المتحولات جنسيا. وبدلا من ذلك أصبح هناك الآن اختبارات هرمون التستوستيرون بشكل أكثر تكرارا. يصف المقطع التالي هذه المتطلبات الإضافية:
يُرى إجراء اختبارات هرمونية أكثر تكرارا في سياسة اللجنة الأولمبية الدولية للتحقق من الجنس. وفقا للرابطة الوطنية لرياضة الجامعات فإن الدوافع وراء هذه التطبيقات الجديدة هي وجود "اتساق وتعزيز العلاقة بين الرياضات الجامعية والألعاب الأولمبية الأمريكية".
بشكل عام فإن موضوع وسياسات الرياضيين المتحولين جنسيا في الرياضات ما بعد الثانوية مثير للجدل إلى حد كبير. إن عدد الرياضيين المتحولين جنسيا الذين يتنافسون في ألعاب القوى الجامعية في الولايات المتحدة صغير للغاية حيث ورد أن 32 رياضيا فقط متحولون جنسيا. لكن بعض هذه الأمثلة المحددة تلفت انتباه الجمهور.

### القرن العشرين

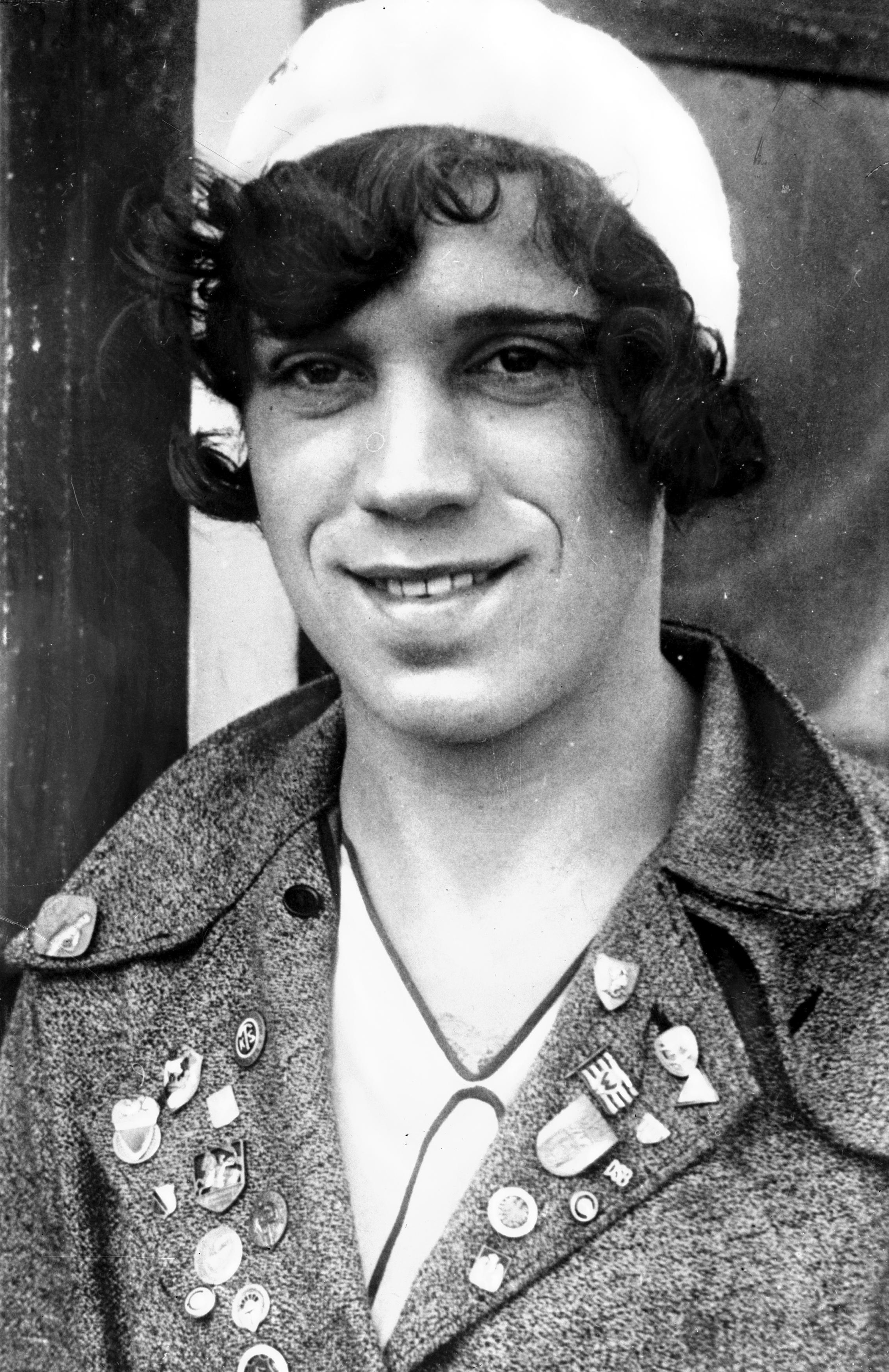
ستانيسلافا والاسيويكز (المعروفة أيضا باسم ستيلا والش).

ربما تكون أقدم حالة معروفة هي حالة ستانيسلافا فالاسيويكز (المعروفة أيضا باسم ستيلا والش) وهي رياضية بولندية فازت بالميدالية الذهبية في سباق 100 متر للسيدات في دورة الألعاب الأولمبية الصيفية لعام 1932 في لوس أنجلوس ولكن بعد وفاتها في عام 1980 تم اكتشاف أن الأعضاء التناسلية الذكرية قد تطورت جزئيا.

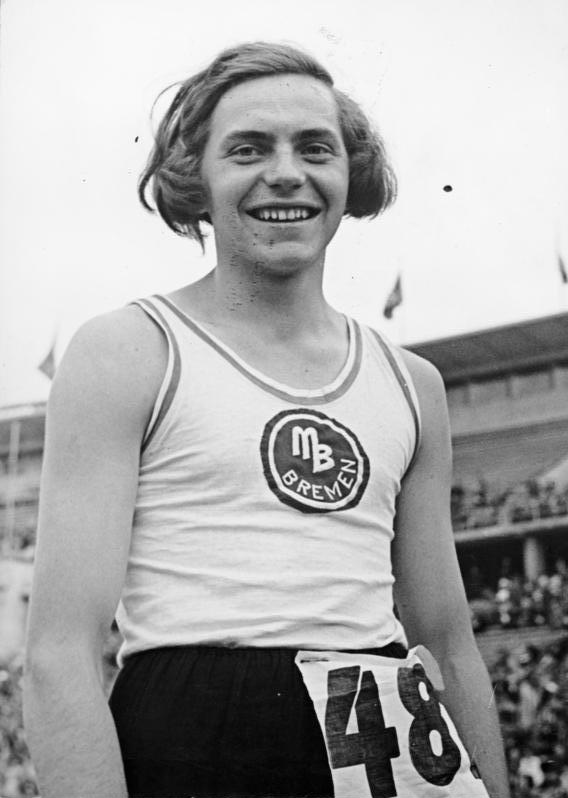
دورا راتجين.

قبل ظهور اختبارات التحقق الجنسي تنافست الرياضية الألمانية دورا راتجين في دورة الألعاب الأولمبية لعام 1936 في برلين واحتلت المركز الرابع في القفز العالي للسيدات. تنافست راتجين لاحقا وحققت رقما قياسيا عالميا في القفز العالي للسيدات في بطولة أوروبا عام 1938 قبل أن تخلص الاختبارات التي أجرتها الشرطة الألمانية إلى أن راتجين كان رجلا. من المحتمل أن راتجين كان فردا خنثويا بناء على وصف الطبيب الذي أجرى الفحص. على الرغم من نشأتها كفتاة اتخذت راتجين لاحقا اسم هاينريش راتجين بعد تغيير رسمي في السجل. لعبت هذه الحالة دورا كبيرا في كونها أول شرارة لاهتمام عام بالتحقق من الجنس وجنس الرياضيين. يتكهن البعض بأن الحاجة إلى التحقق من جنس راتجين نتجت عن تنافسهما لصالح ألمانيا عندما كانت تحت حكم النازيين - واضطرت راتجين إلى التنافس كامرأة لضمان ميدالية أولمبية للأمة.
شملت حالات أخرى للتحقق من الجنس في دورة الألعاب الأولمبية لعام 1936 الرياضيتين هيلين ستيفنز (الولايات المتحدة) وستيلا والش (بولندا) اللتين فازتا بالميدالية الذهبية والفضية في سباق 100 متر على التوالي. أظهرت كلتاهما خصائص جسدية تعكس جسد الذكر وأُجبرتا على المشاركة في فحص جسدي. أسفرت الاختبارات عن تحديد ستيفنز فقط على أنه ذكر.
في الأربعينيات من القرن الماضي طُلب من جميع الرياضيات المتنافسات في أعلى مستويات رياضتهن تقديم دليل على جنسهن من خلال تقديم شهادة طبية قبل المنافسة.
طُردت العداءة الهولندية فوكجي ديلما من الفريق الوطني لعام 1950 بعد أن رفضت اختبار جنس إلزامي في يوليو 1950 وكشفت التحقيقات اللاحقة عن وجود كروموسوم Y في خلايا جسدها وأظهر التحليل أنها ربما كانت أنثى فسيفسائية 46,XX/46,XY.

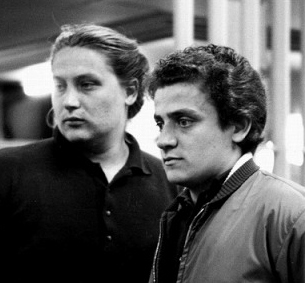
الأخوات تامارا وإيرينا بريس.

فازت الأختان تامارا وإيرينا بريس بخمس ميداليات ذهبية أولمبية في ألعاب القوى لصالح الاتحاد السوفيتي وحققتا 26 رقما قياسيا عالميا في الستينيات. أنهتا مسيرتهما قبل تقديم اختبار الجنس في عام 1966. وعلى الرغم من اتهام الأختين بكونهما رجلين أو خنثى فلا يوجد دليل على وجود حالة خنثى في هذه الحالات.

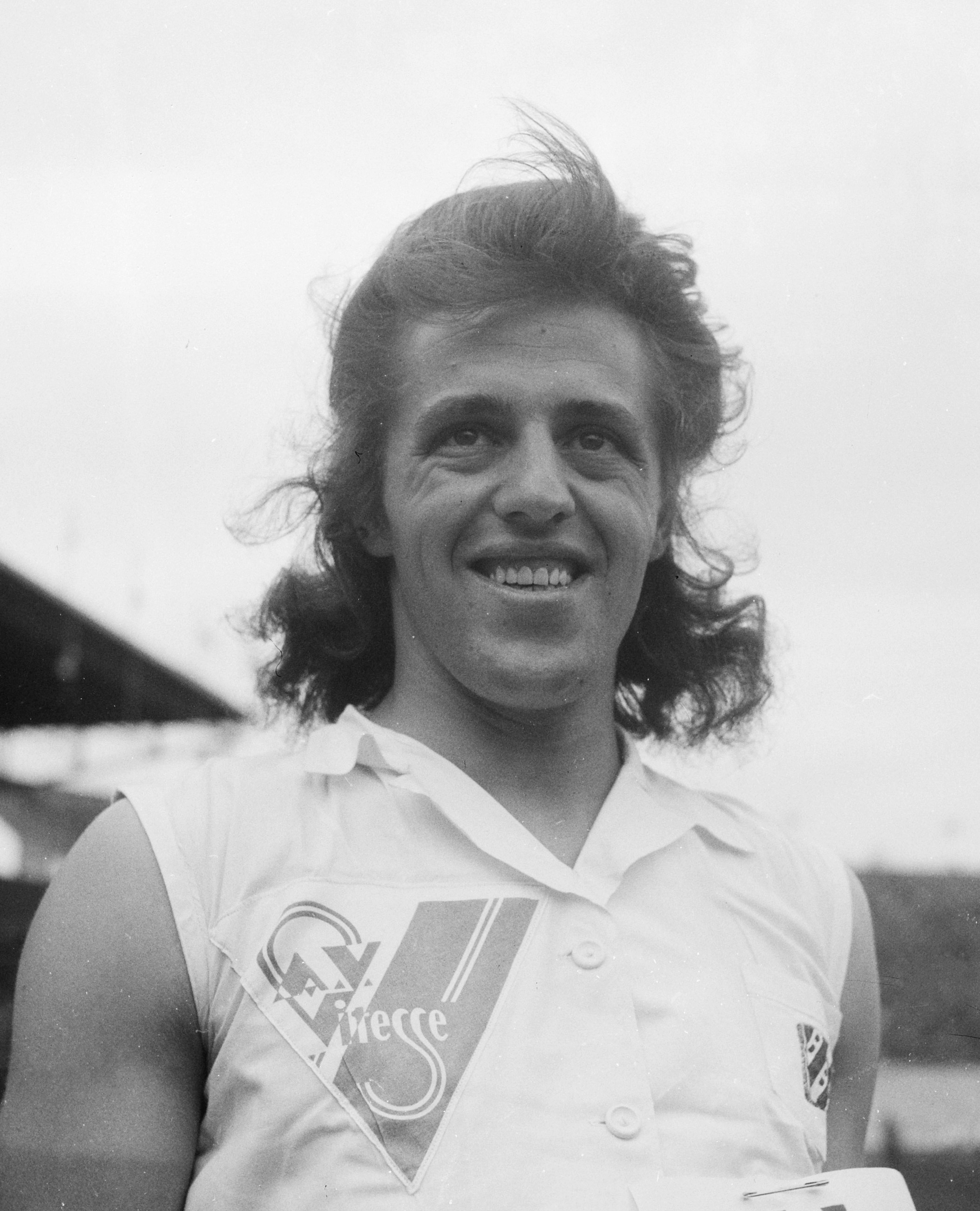
فوكجي ديليما.

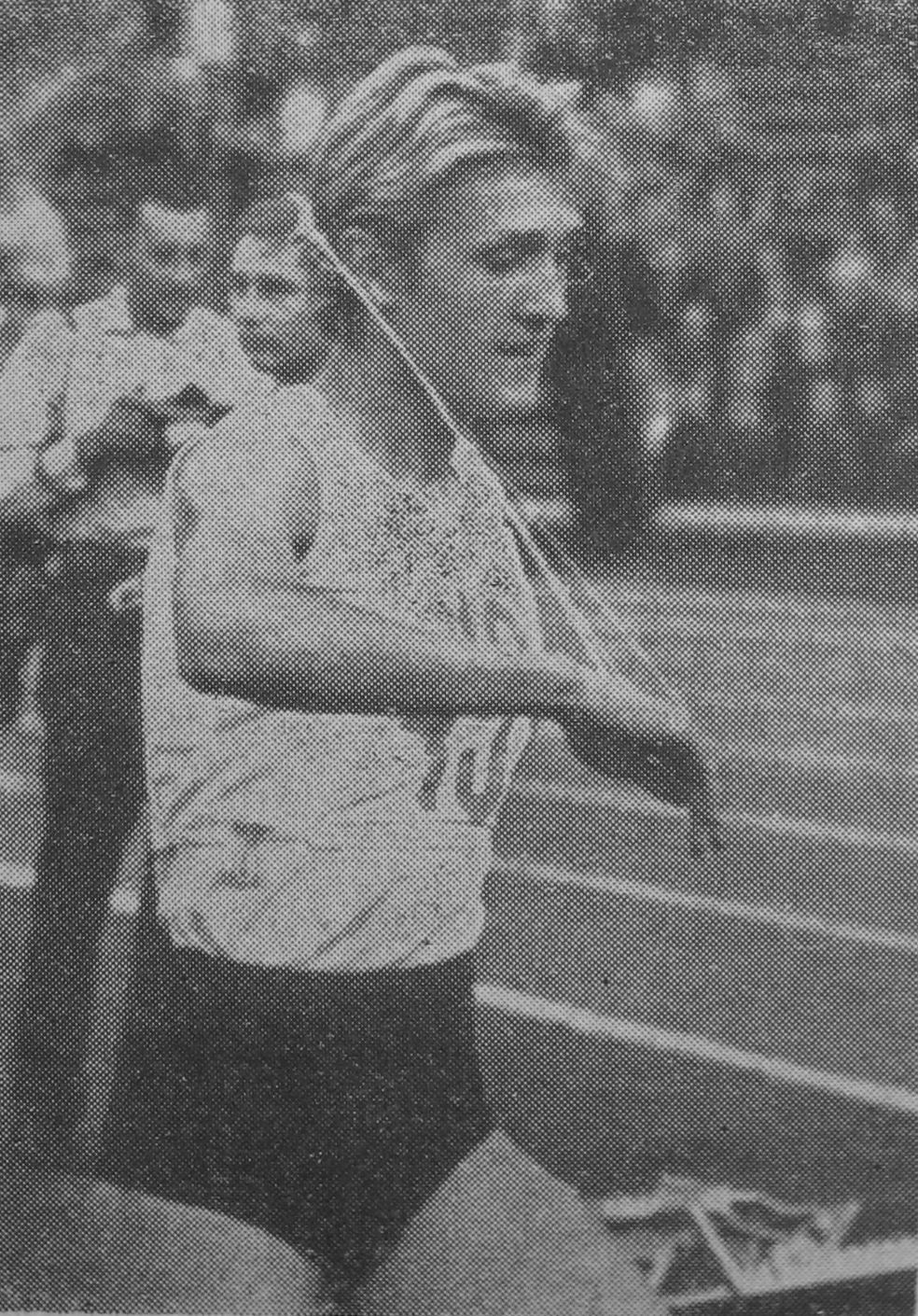
إيوا كلوبوكووسكا.

الرياضية البولندية إيوا كلوبوكووسكا التي فازت بالميدالية الذهبية في سباق التتابع 4 × 100 متر للسيدات والميدالية البرونزية في سباق 100 متر للسيدات في دورة الألعاب الأولمبية الصيفية عام 1964 في طوكيو هي أول رياضية تفشل في اختبار الجنس في عام 1967. وقد تبين أنها تعاني من حالة وراثية نادرة من فسيفساء XX / XXY وتم منعها من المنافسة في الألعاب الأولمبية والرياضات الاحترافية.

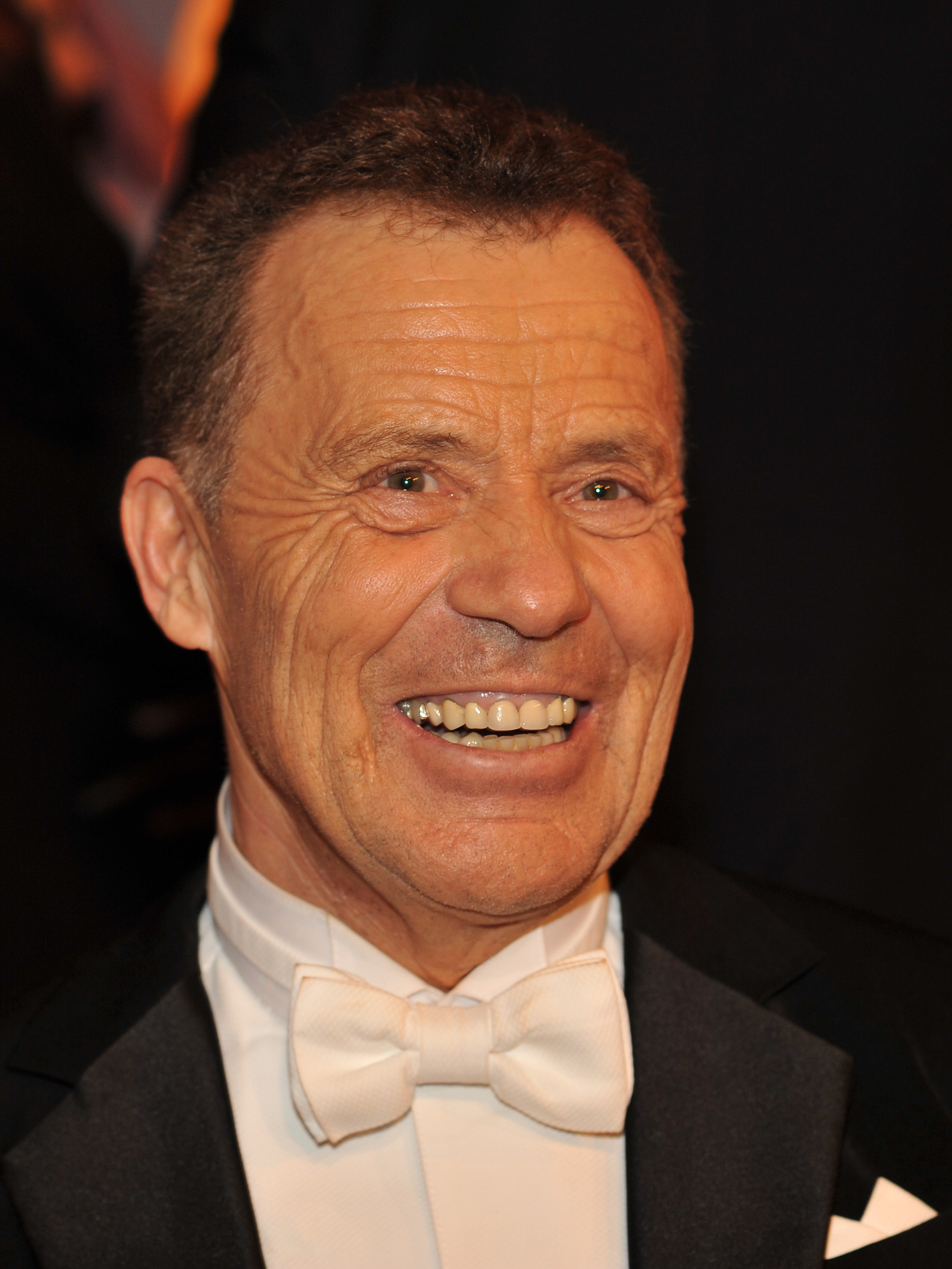
إريك شينيجر في عام 2014.

في عام 1967 استبعدت اللجنة الأولمبية الدولية بطلة العالم النمساوية لعام 1966 في التزلج على المنحدرات إريك شينيجر (التي كانت تدعى آنذاك إيريكا) من دورة الألعاب الشتوية لعام 1968 في غرونوبل بعد تحديد أن شينيجر لديها أعضاء جنسية داخلية للذكور. تحول شينيجر لاحقا إلى ذكر.
في عام 1986 طُردت لاعبة الحواجز الإسبانية ماريا خوسيه مارتينيز باتينو وفُضحت علنا بعد فشلها في اختبار الكروموسومات. حاربت الحكم ضدها بحجة أنها لا يمكن أن تتمتع بميزة تنافسية لأن تنوعها الجنسي أدى إلى عدم وجود هرمون التستوستيرون الوظيفي لديها. بعد عامين أعطى الاتحاد الدولي لألعاب القوى مارتينيز باتينو الضوء الأخضر للتنافس مرة أخرى. لفتت محنتها الانتباه إلى قضية اختبار الجنس مما ساعد في إنهاء الاختبارات الإلزامية بعد عقد من الزمان.

### القرن الحادي والعشرين
في عام 2001 انتحرت الرياضية والسباحة الهندية براتيما جاونكار بعد الكشف عن اختبار التحقق من جنسها الفاشل والتعليق العام عليه.
فشلت عداءة المسافات المتوسطة الهندية سانثي ساونداراجان التي فازت بالميدالية الفضية في سباق 800 متر في دورة الألعاب الآسيوية 2006 في الدوحة عاصمة قطر في اختبار التحقق من الجنس وتم تجريدها من ميداليتها لاحقا.

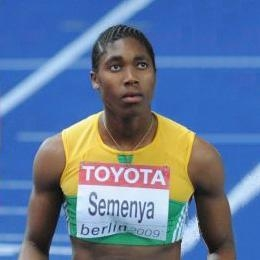
في البداية سُمح للرياضية الجنوب أفريقية كاستر سيمينيا بمواصلة المنافسة بعد اختبار الجنس من قبل الاتحاد الدولي لألعاب القوى ولكن في عام 2018 قدم الاتحاد الدولي لألعاب القوى قواعد حظرتها مرة أخرى.

فازت عداءة المسافات المتوسطة الجنوب أفريقية كاستر سيمينيا بسباق 800 متر في بطولة العالم لألعاب القوى 2009 في برلين. بعد فوزها في بطولة العالم 2009 أُعلن أنها خضعت لاختبارات تحديد الجنس. وأكد الاتحاد الدولي لألعاب القوى أن سيمينيا وافقت على عملية اختبار تحديد الجنس التي بدأت في جنوب إفريقيا وستستمر في ألمانيا. في 6 يوليو 2010 أكد الاتحاد الدولي لألعاب القوى أن سيمينيا حصلت على الضوء الأخضر لمواصلة المنافسة كأنثى. لم يتم الكشف رسميا عن نتائج اختبار تحديد الجنس لأسباب تتعلق بالخصوصية. في عام 2018 أعلن الاتحاد الدولي لألعاب القوى عن قواعد جديدة منعت سيمينيا مرة أخرى من الجري وهي القواعد التي يُعتقد أنها صُممت خصيصا لاستهداف سيمينيا. وشمل ذلك خفض المستوى المسموح به من هرمون التستوستيرون من 10 نانومول/لتر إلى 5 نانومول/لتر.
في عام 2012 بعد أن اتهمت لاعبة المضمار الهندية بينكي برامانيك من قبل زميلة لها في السكن بالاغتصاب واتهامها لاحقا تم اختبار جنسها وأعلن أنها ذكر على الرغم من أنها وخبراء طبيين آخرين يشككون في هذه الادعاءات. لم توافق برامانيك على هذه النتائج وأمرت الشرطة بإجراء اختبار منفصل بقيادة الحكومة كجزء من المحاكمة. أعلن مستشفى معهد الدراسات العليا للتعليم الطبي والبحث ومستشفى سيث سوخلال كارناني التذكاري الحكومي أن النتائج غير حاسمة. ثم أمرت المحكمة بإجراء اختبار نمط الكروموسوم.
خضعت أربع رياضيات مجهولات من البلدان النامية لاستئصال الغدد التناسلية (شكل من أشكال التعقيم) وتشويه الأعضاء التناسلية الأنثوية كجزء من عملية لتمكينهن من المنافسة. تم اكتشاف أن الرياضيات لديهن سمة خنثوية أثناء اختبار هرمون التستوستيرون ونُشرت القضية لأول مرة في عام 2013.
تم استبعاد دوتي تشاند من دورة ألعاب الكومنولث 2014 في اللحظة الأخيرة بعد أن صرح الاتحاد الهندي لألعاب القوى أن فرط الأندروجين يجعلها غير مؤهلة للمنافسة كلاعبة. رفعت تشاند قضية إلى محكمة التحكيم الرياضية وفازت بحكم مؤقت في منتصف عام 2015. في فبراير 2016 تم الإعلان عن أن اللجنة الأولمبية الدولية لن تفرض مستوى أقصى لهرمون التستوستيرون لدورة الألعاب الأولمبية الصيفية 2016. في يونيو 2016 تأهلت تشاند للمنافسة في سباق 100 متر في دورة الألعاب الأولمبية الصيفية. والجدير بالذكر أن جميع الفائزات بالميداليات الثلاث في سباق 800 متر للسيدات كن من ثنائيي الجنس على الرغم من أن الأشخاص ثنائيي الجنس يشكلون 1٪ فقط من السكان (اختبار ثنائيي الجنس ليس شائعا ونسب السكان الحقيقية للأفراد ثنائيي الجنس غير معروفة) وأعرب أصحاب المركز الرابع والخامس والسادس عن خيبة أملهم وقلقهم.
في عام 2018 قدمت كاستر سيمينيا انتقادات من الرابطة العالمية للرياضيين ضد الاتحاد الدولي لألعاب القوى إلى محكمة التحكيم الرياضية. وأيدت المحكمة اللوائح الجديدة للاتحاد الدولي لألعاب القوى حيث اعتبرت المعاملة التفاضلية متناسبة. وذكرت محكمة التحكيم الرياضية أن المعاملة التي يجب أن تخضع لها الرياضيات المعنيات لا تفوق هدف حماية المنافسة العادلة في فئة الإناث.
في عام 2019 اختارت ألعاب القوى العالمية تحديد مستوى هرمون التستوستيرون الأقصى لسباقات 400 و800 وميل واحد للسيدات في دورة الألعاب الأولمبية الصيفية 2020. تقدمت كاستر سيمينيا وهي امرأة خنثوية فازت بالميدالية الذهبية في سباق 800 متر للسيدات في كل من أولمبياد 2012 و2016 بطلب استئناف القرار والذي من شأنه أن يمنعها فعليا من المنافسة في سباقات المسافات المتوسطة بسبب فرط الأندروجين. حاولت بعد ذلك المنافسة في سباق 5 كيلومترات للسيدات لكنها فشلت في التأهل بحلول الموعد النهائي في يونيو.
في عام 2020 أفادت هيومن رايتس ووتش أن العداءة الأوغندية أنيت نيجيسا تلقت معلومات خاطئة حول اختبار الهرمونات من قبل الاتحاد الدولي لألعاب القوى. أحالها الاتحاد الدولي لألعاب القوى إلى عيادة طبية فرنسية متخصصة في حالات الخنثى. هناك خضعت لمزيد من الاختبارات والجراحة لإزالة خصيتيها الداخليتين. ومع ذلك قبل الجراحة قيل لنيجيسا أنها ستكون "مثل الحقنة" ولم يتم إخباره بمدى الإجراء.

## الرياضيون المتحولون جنسيا
في نوفمبر 2015 عقدت اللجنة الأولمبية الدولية اجتماعا لمعالجة كل من سياساتها المتعلقة بالتحول الجنسي وفرط الأندروجين. وفيما يتعلق بالرياضيين المتحولين جنسيا ذكرت اللجنة أنه لا يمكن استبعاد الرياضيين المتحولين جنسيا من فرصة المشاركة في المنافسة الرياضية. يُسمح للرياضيين المتحولين جنسيا الذين حددوا أنفسهم على أنهم إناث بالمنافسة في هذه الفئة طالما كانت مستويات هرمون التستوستيرون لديهم أقل من 10 نانومول / لتر لمدة 12 شهرا على الأقل قبل المنافسة. لن تكون هناك قيود على الرياضيين المتحولين جنسيا الذين يحددون ويتنافسون كذكور لأن حالتهم غير مواتية. في عام 2018 خفض الاتحاد الدولي لألعاب القوى الحد الأقصى إلى 5 نانومول / لتر.
يُسمح للرياضيين المتحولين جنسيا الذين يرغبون في المنافسة في فئة الإناث بالقيام بذلك إذا كانت مستويات هرمون التستوستيرون لديهم متوافقة مع المستويات المطلوبة. ومع ذلك ذكرت اللجنة الأولمبية الدولية أن مطالبة التغييرات التشريحية الجراحية كشرط للمشاركة قد يُعتبر انتهاكا لحقوق الإنسان. قد تشرك ألعاب القوى بعض الأشخاص المتحولين جنسيا في المجتمع الأكبر بطرق مؤكدة. ومع ذلك يصرح آخرون يعارضون مشاركة الرياضيين المتحولين جنسيا في فرق النساء بأن الحجة غير سليمة. تشمل الرياضيات اللاتي واجهن المعارضة ميان باجر ومارتين ديلاني (التي شاركت في "دوري كرة القدم النسائي في تسمانيا") ولانا لوليس.
- مُنعت لاعبة التنس المحترفة رينيه ريتشاردز وهي امرأة متحولة جنسيا من اللعب كامرأة في بطولة الولايات المتحدة المفتوحة عام 1976 ما لم تخضع لاختبار الكروموسومات. رفعت دعوى قضائية ضد اتحاد التنس الأمريكي وفي عام 1977 فازت بالحق في اللعب كامرأة دون الخضوع للاختبار.[22]
- الرياضية الجامعية الأمريكية ليا توماس هي امرأة متحولة جنسيا. في عام 2022 حققت توماس أعلى مرتبة شرف في سباحة 500 ياردة حرة للسيدات حيث توجت بالمركز الأول في آخر مسابقة لها في الرابطة الوطنية لرياضة الجامعات.[23]

## طرق التحقق من الجنس

### اختبار الكروموسومات
خضعت ممارسة اختبار الكروموسومات للتدقيق من قبل أولئك الذين يشعرون بأن الاختبار مهين وغير حساس اجتماعيا وغير دقيق ولا فعال. الاختبار صعب بشكل خاص للأشخاص الذين يمكن اعتبارهم خنثويين. يمكن للاختلافات الجينية أن تسمح للشخص بأن يكون له تركيبة وراثية ذكورية وتشريح أو كيمياء الجسم أنثوية. في مجلة الجمعية الطبية الأمريكية ذكر سيمبسون وليونجكفيست وآخرون
لطالما انتقد علماء الوراثة والغدد الصماء وغيرهم في المجتمع الطبي التحقق من الجنس. كانت إحدى المشكلات الرئيسية هي استبعاد النساء اللاتي يعانين من عيب خلقي يتعلق بالغدد التناسلية والأعضاء التناسلية الخارجية (أي الخنوثة الزائفة الذكرية). ...

### اختبار الهرمونات
غالبا ما يُنظر إلى النساء اللاتي لديهن مستويات أعلى من الأندروجين (وخاصة هرمون التستوستيرون) على أنهن يتمتعن بميزة تنافسية على النساء الأخريات لأن مستويات الأندروجين لدى النساء إحصائيا أقل من الرجال. هذا الاختلاف في مستويات الأندروجين هو السبب وراء العديد من الرياضات التي تتطلب من الرياضيين التنافس بين أفراد جنسهم فقط. ومع ذلك يزعم آخرون أن توقع قيام الرياضيات اللاتي لديهن مستويات أعلى بشكل طبيعي من هرمون التستوستيرون بخفض هذه المستويات بالطرق الطبية/الصيدلانية يتناقض تماما مع الغرض من لوائح المنشطات والتي تتطلب من الرياضيين عدم تناول أي مواد لا تنتجها أجسامهم بشكل طبيعي.
في يناير 2010 في ميامي بدلا من النجاح في تحسين السياسات التي تحدد ما إذا كان يجب على الرياضي المشاركة كامرأة أو رجل واجه المهنيون الطبيون غموضا فيما يتعلق بهذه السياسات. تقول أليس دريجر إنه من المحفوف بالمخاطر الكشف علنا عن عدم السماح للرياضي بالمنافسة كامرأة دون إبلاغ الرياضي أولا. على سبيل المثال اكتشفت كاستر سيمينيا من خلال وسائل الإعلام العامة أن الاختبارات التي أجرتها كانت تهدف إلى تحديد ما إذا كانت أنثى أم ذكرا. حاولت رياضية أخرى سانثي سوندارجان الانتحار بعد فشلها في اختبار تحديد جنسها وتجريدها من ميداليتها في دورة الألعاب الآسيوية 2016.
يتساءل أحد العلماء عما إذا كان سيتم السماح للرجال الذين لديهم مستويات أندروجين مماثلة لتلك الموجودة لدى النساء بالمشاركة في فئة النساء أو منحهم بدلا من ذلك الفرصة لزيادة مستويات الأندروجين لديهم إلى مستويات الذكور الآخرين. هذه هي النتيجة المنطقية والعادلة لكيفية عمل السياسات التي تستخدم هرمون التستوستيرون الوظيفي لتحديد الأهلية للمنافسة كأنثى أو ذكر لصالح النساء. الذكور الذين يعانون من متلازمة كلاينفيلتر / كروموسومات XXY هم في هذا الموقف ولكنهم مع ذلك لا يستطيعون المنافسة عادة أثناء استخدام هرمون التستوستيرون بسبب حالتهم الطبية. في قضية سيمينيا أثرت حقيقة أنهم وجدوا مستويات عالية من هرمون التستوستيرون وكانوا ذهابا وإيابا بشأن التحقق من جنسها على صحتها العقلية. من خلال التناقض مع جنسها كانوا ينتهكون القوانين الدولية والوطنية لقوانين الخصوصية الجينية. يؤثر التحقق من الجنس على أبعاد عديدة من حياة الرياضيين بما في ذلك الاستبعاد غير العادل في الأحداث الرياضية وأزمة الهوية والارتباك والعزلة الاجتماعية والاكتئاب والانتحار.
بشكل عام تم إجراء قدر كبير من الأبحاث التي تثبت أنه لا ينبغي تحميل الهرمونات والكروموسومات مسؤولية تصوير خصائص الجنس البيولوجي للشخص. في حين يمكن استخدام الهرمونات في الارتباط بالجنس البيولوجي إلا أنها لا تستطيع تصوير الفرق بين كون الفرد ذكرا أو أنثى فقط.

### التحقق من جنس الرجال
لا يتم إجراء التحقق من الجنس على الرياضيين المتنافسين في فئة الذكور ولا تتوفر سوى بيانات قليلة عن كروموسوماتهم أو ملفاتهم الهرمونية. ومع ذلك وجدت دراسة أجريت بعد المنافسة على 693 رياضيا من النخبة بواسطة هيلي وآخرون ونُشرت في عام 2014 اختلافات كبيرة على طول العديد من المتغيرات. وجد الباحثون أن:
كان لدى 16.5٪ من الرجال مستويات منخفضة من هرمون التستوستيرون بينما كان لدى 13.7٪ من النساء مستويات عالية مع تداخل كامل بين الجنسين.
باستخدام هذه البيانات قدرت مجلة ساينتفك أمريكان أن "ما يقرب من 2 في المائة" من المتنافسين الذكور لديهم مستويات هرمون التستوستيرون في النطاق الأنثوي النموذجي. وذكر الباحثون أيضا أن الاختلافات في متوسط كتلة الجسم النحيلة قد تكون مسؤولة عن اختلافات الأداء بين الجنسين.